# Fred Hoiberg
Fredrick Kristian Hoiberg (ur. 15 października 1972 w Lincoln) – amerykański koszykarz, występujący na pozycji obrońcy, po zakończeniu kariery zawodniczej trener koszykarski.
W 1995 został wybrany w drafcie do ligi CBA z numerem 1 przez zespół Omaha Racers.
Na początku czerwca 2015 został głównym trenerem zespołu Chicago Bulls, zastępując na tym stanowisku Toma Thibodeau. 3 grudnia 2018 został zwolniony.

## Osiągnięcia
NCAA
- Uczestnik:
  - II rundy turnieju NCAA (1992, 1995)
  - turnieju NCAA (1992, 1993, 1995)
- Sportowiec roku konferencji Big Eight (1995)[4]
- Debiutant roku konferencji Big Eight (AP – 1992)[4]
- Zaliczony do:
  - I składu:
    - Academic All-American (1995)[4]
    - Big Eight (1995)[4]

  - II składu All-Big Eight (1994)[4]
  - Iowa State Letterwinners’ Hall of Fame (2005)[4]
  - składu All-Century Team (2008)[4]
- Uczelnia zastrzegła należący do niego numer 32 (1997)[4]

NBA
- Lider:
  - sezonu regularnego w skuteczności rzutów za 3 punkty (2005)[5]
  - play-off w skuteczności rzutów wolnych (2004 - wspólnie z Jamaalem Tinsleyem)[6]

Trenerskie
- Mistrz turnieju Big 12 (2014)
- Trener Roku Konferencji Big 12 (2012)[4]